# Julien Burri
Julien Burri (* 21. Januar 1980 in Lausanne) ist ein Schweizer Kulturjournalist und Schriftsteller.

## Leben
Julien Burri hat an der Universität Lausanne Französische Literatur und Kunstgeschichte studiert. Seither arbeitet er als Kulturjournalist, erst für das Wochenmagazin L’Hebdo, nach dessen Ende für die Tageszeitung Le Temps.
Als junger Autor begann er mit Lyrik und Kurzprosa, gefolgt von einem Theaterstück, L’Étreinte des sables, das 1997 in Brüssel mit einem Preis gewürdigt wurde. Seither sind mehrere Gedicht- und Prosabände erschienen.
Er wohnt in Forel im Lavaux.

## Auszeichnungen
- 1997: Premier prix international des jeunes auteurs
- 2011: Prix culturel vaudois

## Werke
- Ce temps d’été qui te ressemble, Eysine 1996
- À propos de «La tête ouverte», Eysine 1997
- La Punition, Paris, 1997, ISBN 2-85446-205-X
- L’Étreinte des sables, Charmey 1997
- L’Ombre des étoiles, Charmey 1998
- Journal à rebours, Vevey 2000, ISBN 2-88108-558-X
- Je mange un bœuf, Vevey 2001, ISBN 2-88108-442-7
- Jusqu’à la transparence, Vevey 2004, ISBN 2-88108-678-0
- Si seulement, Le Grand-Saconnex 2008, ISBN 2-940188-38-6
- Poupée, Orbe 2009, ISBN 978-2-88241-237-9
- Beau à vomir, Orbe 2011, ISBN 978-2-88241-284-3
- Muscles, suivi de La Maison, Orbe 2014, ISBN 978-2-88241-377-2
- Ice & Cream (mit Florence Grivel), Lausanne 2014, ISBN 978-2-940377-85-5
- Prendre l’eau, Orbe 2017, ISBN 978-2-88241-430-4
- Roches tendres, Genf 2021, ISBN 978-2-940518-74-6